# オットー・グラーフ・ラムスドルフ

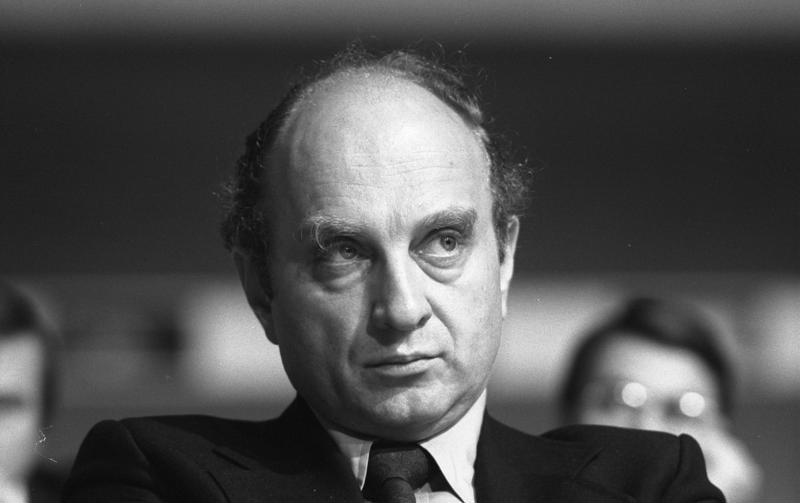
オットー・グラーフ・ラムスドルフ（1978年）

オットー・フリードリヒ・ヴィルヘルム・フライヘア・フォン・デア・ヴェンゲ・グラーフ・ラムスドルフ（Otto Friedrich Wilhelm Freiherr von der Wenge Graf Lambsdorff；フォン・デア・ヴェンゲ男爵およびラムスドルフ伯爵、1926年12月20日 – 2009年12月5日）は、ドイツ（分断時代は西ドイツ）の政治家。自由民主党（FDP）所属。
1977年から1982年までヘルムート・シュミット内閣で、ついで二週間の間を置いて1982年から1984年までヘルムート・コール内閣で、経済大臣を務めた。1988年から1993年まで第10代FDP党首を務める。

## 経歴
ノルトライン＝ヴェストファーレン州アーヘン出身。ベルリンやブランデンブルク・アン・デア・ハーフェルの騎士アカデミー（貴族を対象とした学校）で学ぶが、第二次世界大戦中の1944年に徴兵され、士官候補生となる。翌年、1945年の4月21日（復活祭の日）に機銃掃射によって重傷を負い左脚を失った。1946年にウンナでアビトゥーアに合格。ボン大学やケルン大学で法学、政治学を学び、1955年に国家司法試験に合格。この間1952年に法学博士号を取得。1955年から1971年まで銀行に勤務。1960年に弁護士免許を取得。1971年から1977年まで保険会社の経営委員を務める。1988年から消防車製造会社であるIVECO Magirus社の監査役を務める。
1951年に自由民主党に入党。1968年に財務担当として党のノルトライン＝ヴェストファーレン州代表幹事となる。1972年、ドイツ連邦議会議員に初当選。同年、党の連邦執行部入り。議会会派では経済政策スポークスマンを務める。1977年、ヘルムート・シュミット内閣に経済相として初入閣。しかし1980年の連邦議会選挙後、シュミット首相のドイツ社会民主党（SPD）による社会民主主義政策と、ラムスドルフを代表とするFDPの経済政策の主張は衝突するようになり、1982年9月に他のFDP閣僚と共に辞任した。その結果10月にシュミット内閣は退陣に追い込まれ、ドイツキリスト教民主同盟（CDU）とFDPの連立によるヘルムート・コール内閣が成立。ラムスドルフはコール内閣に経済相として復帰した。翌年不正献金疑惑であるフリック事件が発覚、1984年1月27日に大臣職を引責辞任した。ラムスドルフは連邦議会により不逮捕特権を停止され、1年半にわたる審理の結果、1987年に脱税の罪で罰金18万ドイツマルクを課された。なお、献金をしたフレデリック・カール・フリックは大財閥フリック当主であり、2006年度世界長者番付で62位となった。

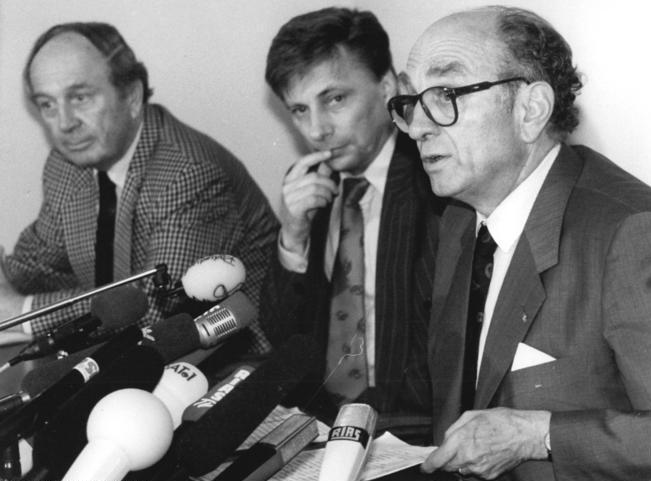
ラムスドルフ党首（右端）らFDP執行部（1990年）

ラムスドルフの主張する市場経済政策に対する党内の支持は強く、1988年にFDP党首に選出され1993年まで務めた。この間ドイツ再統一に伴いFDPは旧東ドイツの自由民主党（LDPD）を吸収合併し、ハンス・ディートリヒ・ゲンシャー外相の人気も手伝って、連邦議会選挙でFDP史上最高の得票率を得た。党首退任後の1993年からFDP名誉党首。その他党関連の役職として、1991年‐1994年に自由主義インターナショナル総裁、1995年‐2006年にフリードリヒ・ナウマン財団総裁を務めた。1998年を最後に連邦議会から離れ、政界を引退した。
政界引退後はミハイル・ホドルコフスキーのメナテップ・グループ相談役を務めたほか、1999年からは首相特任でナチス・ドイツによる強制労働の被害者に対する補償交渉にあたった。ボンで死去した。

## 人物
ラムスドルフは二度結婚して先妻との間に三児をもうけた。欧州議会議員のアレクサンダー・グラーフ・ラムスドルフは甥に当たる。
1992年から2001年まで日米欧三極委員会の欧州議長（現在名誉議長）。ドイツ株式保有保護協会（DSW）名誉会長。2006年から日本美術協会（Japan Art Association）の授賞国際選考委員を務めている。